# Гонностраматца
Гонностраматца, Ґонностраматца (італ. Gonnostramatza, сард. Gonnostramatza) — муніципалітет в Італії, у регіоні Сардинія,  провінція Ористано.
Гонностраматца розташована на відстані близько 400 км на південний захід від Рима, 60 км на північний захід від Кальярі, 33 км на південний схід від Ористано.
Населення — 938 осіб (2014).
Щорічний фестиваль відбувається 29 вересня. Покровитель — святий Архангел Михаїл.

## Демографія
Населення за роками:

Станом на 1 січня 2023 року в муніципалітеті офіційно проживало 5 іноземців з 4 країн, серед них 3 громадяни країн Євросоюзу та 1 громадянин України.

## Сусідні муніципалітети
- Коллінас
- Гонноскодіна
- Мазуллас
- Могоро
- Сідді